# 水原吉一
水原 吉一（みずはら よしかず）は、安土桃山時代から江戸時代初期にかけての武将。豊臣家の家臣。諱は吉勝（よしかつ）も用いているが、通称の水原 亀介（みずはら かめすけ）と署名する文書が多い。

## 略歴
紀伊の地侍であったが、初め羽柴秀長に属し、天正13年（1585年）3月3日、紀伊海部郡舟津内に100石を安堵される。
次いで羽柴秀吉に仕えて所領も丹波国へ移る。金切裂指物使番となった。秀吉の御使番衆の一人。
天正18年（1590年）の小田原征伐後、秀吉が会津に進発するにあたっての沿道の工事奉行を、垣見家純・西川八右衛門・杉山源兵衛・友松次右衛門と共に務める。
文禄3年（1594年）3月21日、丹波から播磨船井郡妙薬寺村100石に移封。また同年の伏見城築城の普請奉行。
慶長5年（1600年）の関ヶ原の戦いにおける動向は不明だが、その後、1,000石で豊臣秀頼に仕えており、慶長11年（1606年）、江戸城普請の際には出張して奉行を務め、慶長16年（1611年）の春には禁裏の普請を担当した。秀頼のもとでは奉行衆であったようだ。
大坂の陣における戦功の有無はわからないが、当時は大坂町奉行を務めていた。元和元年（1615年）5月8日に大坂城が落城すると逃亡して京都市中に潜伏していたが、5月14日に発見され、藤堂高虎が派遣した兵によって討たれた。